# Hartmannbund

Ehemaliges Logo (2012)

Der Hartmannbund – Verband der Ärztinnen und Ärzte Deutschlands e. V. ist ein Berufsverband, der die beruflichen, wirtschaftlichen und sozialen Interessen von Ärzten, Zahnärzten und Medizinstudenten in Deutschland vertritt. Er verzeichnet gut 70.000 Mitglieder, die in 17 Landesverbänden organisiert sind. Seine Aufgabe sieht er als fachübergreifende Interessenvertretung ärztlicher Berufs- und Standespolitik. Vorsitzender ist seit Oktober 2011 Klaus Reinhardt, der Kuno Winn ablöste. Die Geschäftsführung hat seit 2002 der Mediziner und Pharmazeut Michael Vogt inne.

## Geschichte
Am 25. Juli 1900 schrieb der Leipziger Arzt Hermann Hartmann einen offenen Brief an die Ärzteschaft, in dem er sie aufforderte, sich für die Wahrung ihrer Standesinteressen zusammenzuschließen. Aufgrund dieser Initiative wurde am 13. September 1900 in Leipzig der „Schutzverband der Ärzte Deutschlands zur Wahrung ihrer Standesinteressen“ gegründet und kurz darauf in „Verband der Ärzte Deutschlands zur Wahrung ihrer wirtschaftlichen Interessen“ umbenannt. In Kurzform wurde er bis 1924 nach seinem Gründungsort „Leipziger Verband“ genannt. Nach dem Tod seines Gründers (20. Januar 1923) benannte sich der Verein 1924 um in „Verband der Ärzte Deutschlands (Hartmannbund)“.
Der Hartmannbund nimmt für sich in Anspruch, an vielen gesundheitspolitischen Entscheidungen mitgewirkt zu haben. 1906 wurde ein Tarifvertrag für Schiffsärzte mit dem „Norddeutschen Lloyd“ ausgehandelt, 1907 mit den zentralisierten kaufmännischen Hilfskassen und 1909 mit dem „Verband deutscher Lebensversicherungsgesellschaften“. 1928 gab der Hartmannbund die Allgemeine Deutsche Gebührenordnung für Ärzte (Adgo) heraus, die privatrechtlich bis 1982 angewandt werden konnte. 1932 wurde ein Vertrag mit den wichtigsten Krankenkassen geschlossen.
Unter dem Druck der Weltwirtschaftskrise wurde der Hartmannbund in den Brüningschen Notverordnungen verstaatlicht und ging in den Kassenärztlichen Vereinigungen auf, die als öffentlich-rechtliche Partner der Krankenkassen 1932 geschaffen wurden. Die Verabschiedung der Reichsärzteordnung vom 13. Dezember 1935 besiegelte das vorübergehende Ende des Hartmannbundes. Die in § 87 enthaltene Auflösungsregelung trat zum 1. April 1936 in Kraft.
Am 20. Mai 1949 wurde der Hartmannbund unter diesem Namen wiedergegründet. Zu seinem ersten Vorsitzenden wurde auf der konstituierenden Hauptversammlung am 31. August 1949 der Schorndorfer Arzt Theodor Dobler gewählt. Im Februar 1950 übernahm Friedrich Thieding das Amt und blieb Vorsitzender bis 1959. 1960 schlug der Hartmannbund in der Debatte um ein Gesetz zur Neuregelung der GKV ein Kostenerstattungssystem mit sozialverträglicher Selbstbeteiligung vor, was er seit 1986 bis heute aufrechterhält. 1967 gründete er die Europäische Vereinigung der Allgemeinärzte (UEMO). 1972 wurden 122 Thesen für ein gesundheitspolitisches Programm veröffentlicht.
Nach der Wiedervereinigung gründete der Hartmannbund Landesverbände in den neuen Bundesländern und forderte eine Angleichung der Honorare in Ost und West. Am 13. September 2000 feierte er sein hundertjähriges Bestehen.